# Trox brahminus
Trox brahminus är en skalbaggsart som beskrevs av Riccardo Pittino 1985. Trox brahminus ingår i släktet Trox och familjen knotbaggar. Inga underarter finns listade i Catalogue of Life.